# KWrite
O KWrite é um editor de texto leve do KDE, que, a partir do K Desktop Environment 2, é baseado no editor de texto KATE, e na tecnologia KParts, que permite a utilização de muitos recursos presentes no KATE.

## Principais funções
- Exportar para HTML, PDF e PostScript
- Bookmarks
- Marcador de sintaxe
- Complementação de palavras

## Localização do KWrite
KWrite é parte do pacote kdebase. Recentemente, foi fusionado com o software Kate.
Seu código fonte está localizado no diretório kate/.